# Madrasostes boucomonti
Madrasostes boucomonti är en skalbaggsart som beskrevs av Renaud Maurice Adrien Paulian 1978. Madrasostes boucomonti ingår i släktet Madrasostes och familjen Hybosoridae. Inga underarter finns listade i Catalogue of Life.